# Verwaltungsgliederung des Norddeutschen Bundes
Der Norddeutsche Bund entstand nach dem Sieg Preußens und seiner Verbündeten im Deutschen Krieg 1866 aus dem Königreich Preußen, dessen deutschen Verbündeten und den deutschen Staaten nördlich der Main-Linie außer den aus Deutschland ausgeschiedenen Staat Luxemburg, Liechtenstein, der niederländischen Provinz Limburg (Mitglied im Deutschen Bund 1842 - 1866) sowie Österreich. Die süddeutschen Staaten Großherzogtum Baden, Königreich Bayern und Königreich Württemberg gehörten dem Norddeutschen Bund nicht an. Das Großherzogtum Hessen gehörte mit den Gebieten nördlich des Main der Provinz Oberhessen dem Norddeutschen Bund an. Die Gegner Preußens im Deutschen Krieg, die nicht annektiert wurden (Königreich Sachsen) sowie neutrale Staaten schlossen sich den Norddeutschen Bund an. Der Norddeutsche Bund erhielt eine bundesstaatliche Verfassung vom 16. April 1867. Der Bundesstaat wurde am 1. Juli 1867 gegründet. Die Einwohnerzahlen sind aus der Volkszählung von 1867 entnommen.

## Länder des Norddeutschen Bundes
| Bundesstaat                                                         | Einwohner (1866)                                     | Fläche in km² |
| ------------------------------------------------------------------- | ---------------------------------------------------- | ------------- |
| Preußen, Königreich (Preußischer Staat)                             | 19.501.723 (mit den Annexionen von 1867: 23.971.462) | 348.607       |
| Sachsen, Königreich                                                 | 2.382.808                                            | 14.993        |
| Hessen, Großherzogtum (Hessen-Darmstadt), nur Provinz Oberhessen    | 118.950 (1858)                                       | 3.287         |
| Mecklenburg-Schwerin, Großherzogtum                                 | 560.274                                              | 13.162        |
| Oldenburg, Großherzogtum                                            | 303.100                                              | 6.427         |
| Braunschweig, Herzogtum                                             | 298.100                                              | 3.672         |
| Sachsen-Weimar-Eisenach, Großherzogtum                              | 281.200                                              | 3.615         |
| Hamburg, Freie Stadt                                                | 280.950                                              | 415           |
| Anhalt, Herzogtum                                                   | 195.500                                              | 2.299         |
| Sachsen-Meiningen, Herzogtum                                        | 179.700                                              | 2.468         |
| Sachsen-Coburg-Gotha, Herzogtum                                     | 166.600                                              | 1.958         |
| Sachsen-Altenburg, Herzogtum                                        | 141.600                                              | 1.324         |
| Lippe, Fürstentum (Detmold)                                         | 112.200                                              | 1.215         |
| Bremen, Freie Stadt                                                 | 106.895                                              | 256           |
| Mecklenburg-Strelitz, Großherzogtum                                 | 98.572                                               | 2.930         |
| Reuß jüngerer Linie, Fürstentum (Gera-Schleiz-Lobenstein-Ebersdorf) | 87.200                                               | 827           |
| Schwarzburg-Rudolstadt, Fürstentum                                  | 74.600                                               | 941           |
| Schwarzburg-Sondershausen, Fürstentum                               | 67.200                                               | 862           |
| Waldeck, Fürstentum                                                 | 58.400                                               | 1.121         |
| Lübeck, Freie Stadt                                                 | 48.050                                               | 299           |
| Reuß älterer Linie, Fürstentum (Greiz)                              | 44.100                                               | 317           |
| Lauenburg, Herzogtum (mit dem preußischen König als Herzog)         | 49.500 (ca. 1857)                                    | 1.182         |
| Schaumburg-Lippe, Fürstentum                                        | 31.700                                               | 340           |

## Herzogtum Anhalt
Das Herzogtum Anhalt gliederte sich am 1. Juli 1867 in 5 Kreise. Keine Stadt war kreisfrei.
| Kreis       | Einwohner |
| ----------- | --------- |
| Ballenstedt | 25.692    |
| Bernburg    | 43.254    |
| Dessau      | 46.626    |
| Köthen      | 46.270    |
| Zerbst      | 35.199    |

## Herzogtum Braunschweig
Das Herzogtum Braunschweig gliederte sich am 1. Juli 1867 in 6 Kreise. Es gab keine kreisfreien Städte.
| Kreis        | Einwohner |
| ------------ | --------- |
| Blankenburg  | 22.928    |
| Braunschweig | 82.837    |
| Gandersheim  | 43.430    |
| Helmstedt    | 52.023    |
| Holzminden   | 42.129    |
| Wolfenbüttel | 29.454    |

## Freie Hansestadt Bremen
Die Freie Hansestadt Bremen gliederte sich am 1. Juli 1867 in die selbständigen Städte Bremen, Bremerhaven und Vegesack und in die beiden Landherrenschaften Links der Weser und Rechts der Weser.
| Stadtgemeinde    | Einwohner |
| ---------------- | --------- |
| Bremen           | 74.574    |
| Bremerhaven      | 8.572     |
| Vegesack         | 3.943     |
| Landherrnamt     | Einwohner |
| links der Weser  | 9.234     |
| rechts der Weser | 13.555    |

## Freie und Hansestadt Hamburg
Die Freie und Hansestadt hamburg gliederte sich am 1. Juli 1867 in die Stadt Hamburg, die Vorstädte St. Pauli und St. Georg und die Landherrenschaften mit Gemeinden. Das Amt Bergedorf wurde gemeinsam mit der Freien und Hansestadt Lübeck verwaltet.
| Stadt                                                                                                   | Einwohner |
| --- | --------- |
| Hamburg                                                                                                 | 156.722   |
| Vorstadt                                                                                                | Einwohner |
| St. Georg                                                                                               | 32.423    |
| St. Pauli                                                                                               | 31.775    |
| Landherrenschaft                                                                                        | Einwohner |
| Geestlande                                                                                              | 42.508    |
| Marschlande                                                                                             | 20.134    |
| Ritzebüttel                                                                                             | 6.017     |
| Amt unter gemeinsamer Verwaltung der Freien und Hansestadt Hamburg und der Freien und Hansestadt Lübeck |           |
| Bergedorf                                                                                               | 12.510    |

## Großherzogtum Hessen
Das Großherzogtum Hessen gehörte dem Norddeutschen Bund mit der nördlich der Mainlinie gelegenen Provinz Oberhessen sowie der nördlich der Mainlinie und östlich des Rheins gelegenen Gebiete Kastel, Amöneburg und Kostheim im Kreis Mainz in der Provinz Rheinhessen an. Bei der Gründung des Norddeutschen Bundes gliederte sich die Provinz Oberhessen in Kreise. Die Provinz entsprach einem Regierungsbezirk. Es gab keine kreisfreien Städte.
| Kreis              | Einwohner |
| ------------------ | --------- |
| Alsfeld            | 33.694    |
| Büdingen           | 17.460    |
| Freidberg (Hessen) | 41.279    |
| Gießen             | 41.031    |
| Grünberg           | 16.181    |
| Lauterbach         | 29.369    |
| Nidda              | 32.662    |
| Schotten           | 18.864    |
| Vilbel             | 20.825    |
| Provinz Oberhessen | 251.365   |

| Kreis                                                      |
| ---------------------------------------------------------- |
| Mainz Gemeinden Amöneburg, Stadt Kastel, Gemeinde Kostheim |
| Teil der Provinz Rheinhessen                               |

## Herzogtum Lauenburg
Das Herzogtum Lauenburg wurde seit 1865 in Personalunion mit dem Königreich Preußen regiert. Der preußische König wurde zum Herzog von Lauenburg. Das Herzogtum Lauenburg gliederte sich in amtsfreie Städte und Ämter.
| Stadt        | Einwohner |
| ------------ | --------- |
| Lauenburg    | 1.094     |
| Mölln        | 3.894     |
| Ratzeburg    | 4.372     |
| Amt          | Einwohner |
| Lauenburg    |           |
| Ratzeburg    |           |
| Schwarzenbek |           |
| Steinhorst   |           |

## Fürstentum Lippe
Das Fürstentum Lippe gliederte sich am 1. Juli 1867 in 7 selbständige Städte und 13 Ämter.
| Stadtbezirk        | Einwohner |
| ------------------ | --------- |
| Barntrup           | 1.148     |
| Blomberg           | 2.175     |
| Detmold            | 6.269     |
| Horn               | 1.785     |
| Lage               | 2.476     |
| Lemgo              | 4.640     |
| Salzuflen          | 1.879     |
| Amt                | Einwohner |
| Blomberg           | 3.789     |
| Brake              | 8.137     |
| Detmold            | 8.944     |
| Hohenhausen        | 6.621     |
| Horn               | 5.973     |
| Lage               | 13.526    |
| Lipperode          | 704       |
| Oerlinghausen      | 8.893     |
| Schieder           | 3.596     |
| Schötmar           | 11.355    |
| Schwalenberg       | 6.482     |
| Sternberg-Barntrup | 9.325     |
| Varenholz          | 5.401     |

## Freie und Hansestadt Lübeck
Die Freie und Hansestadt Lübeck gliederte sich am 1. Juli 1867 in das Stadtamt Lübeck das Landamt Lübeck und das Amt Travemünde. Gemeinsam mit der Freien und Hansestadt Hamburg wurde das Amt Bergedorf verwaltet.
| Stadtamt                                                  | Einwohner |
| --------------------------------------------------------- | --------- |
| Lübeck                                                    | 36.998    |
| Landamt                                                   | Einwohner |
| Lübeck                                                    | 10.556    |
| Amt                                                       | Einwohner |
| Travemünde                                                | 1.629     |
| Amt (unter gemeinsamer Hamburger und Lübecker Verwaltung) |           |
| Bergedorf                                                 | 12.510    |

## Großherzogtum Mecklenburg-Schwerin
Das Land Mecklenburg-Schwerin gliederte sich 1867 bei der Gründung des Norddeutschen Bundes in Städte, Domanialämter, Ritterschaftliche Ämter und Klosterämter. Diese Einteilung beruhte auf die feudale Struktur des Großherzogtum Mecklenburg-Schwerin.
| Stadt                              |
| ---------------------------------- |
| Boizenburg                         |
| Brüel                              |
| Bützow                             |
| Crivitz                            |
| Doberan                            |
| Dömitz                             |
| Gadebusch                          |
| Gnoien                             |
| Goldberg                           |
| Grabow                             |
| Grevesmühlen                       |
| Güstrow                            |
| Hagenow                            |
| Krakow                             |
| Kröpelin                           |
| Laage i. Mecklenburg               |
| Ludwigslust                        |
| Lübz                               |
| Malchin                            |
| Malchow                            |
| Marlow                             |
| Neubukow                           |
| Neukalen                           |
| Neustadt i. Mecklenburg            |
| Parchim                            |
| Penzlin                            |
| Plau                               |
| Rehna                              |
| Ribnitz                            |
| Röbel/Müritz                       |
| Rostock                            |
| Schwaan                            |
| Schwerin                           |
| Stavenhagen                        |
| Sternberg                          |
| Sülze                              |
| Tessin                             |
| Teterow                            |
| Waren/Müritz                       |
| Warin                              |
| Wismar                             |
| Wittenburg                         |
| Domanialamt (ggf. Sitz)            |
| Boizenburg                         |
| Bützow-Rühn                        |
| Bukow (in Neubukow)                |
| Crivitz                            |
| Dargun-Gnoien-Neukalen             |
| Doberan                            |
| Dömitz                             |
| Gadebusch-Rehna                    |
| Grabow-Eldena                      |
| Grevesmühlen-Plüschow              |
| Güstrow-Rosssewitz                 |
| Hagenow-Toddin-Bakendorf-Lübteen   |
| Lübz-Marnitz                       |
| Neustadt (Mecklenburg)             |
| Ribnitz                            |
| Schwaan                            |
| Stiftsamt Schwerin                 |
| Stavenhagen                        |
| Toitenwinkel zu Rostock            |
| Warin-Neukloster-Sternberg-Tempzin |
| Wismar-Poel-Mecklenburg-Redentin   |
| Wittenburg-Walsmühlen-Zarrentin    |
| Wredenhagen (in Röbel)             |
| Herrschaft Wismar                  |
| Ritterschaftliches Amt             |
| Boizenburg                         |
| Bukow                              |
| Crivitz                            |
| Gadebusch                          |
| Gnoien                             |
| Goldberg                           |
| Grabow                             |
| Grevesmühlen                       |
| Güstrow                            |
| Ivenack                            |
| Lübz                               |
| Mecklenburg                        |
| Neukalen                           |
| Neustadt                           |
| Plau                               |
| Ribnitz                            |
| Schwaan                            |
| Schwerin                           |
| Stavenhagen                        |
| Sternberg                          |
| Wittenburg                         |
| Wredenhagen                        |
| Klosteramt                         |
| Dobbertin                          |
| Malchow                            |
| Ribnitz                            |
| Kloster zum Heiligen Kreuz         |

## Großherzogtum Mecklenburg-Strelitz
Das Großherzogtum Mecklenburg-Strelitz gliederte sich bei der Gründung des Norddeutschen Bundes 1867 in Städte, Domanialämter, Ritterschaftliche Ämter und Sonstige Ämter, darunter das Fürstentum Ratzeburg. Diese Verwaltungsgliederung beruhte auf der feudalen Struktur des Landes.
| Stadt                                              |
| -------------------------------------------------- |
| Friedland                                          |
| Fürstenberg                                        |
| Neubrandenburg                                     |
| Stargard                                           |
| Strelitz                                           |
| Wesenberg                                          |
| Woldegk                                            |
| Domanialamt                                        |
| Feldberg                                           |
| Mirow                                              |
| Landvogtei Schönberg                               |
| Stargard                                           |
| Strelitz, dazu gehört der Fürstenberger Amtsbezirk |
| Kabinettsamt Strelitz                              |
| Ritterschaftliches Amt                             |
| Fürstenberg                                        |
| Stargard                                           |
| Strelitz                                           |
| Sonstiges Amt                                      |
| Fürstentum Ratzeburg                               |

## Großherzogtum Oldenburg
Das Großherzogtum Oldenburg gliederte sich im Jahr 1867 bei der Gründung des Norddeutschen Bundes in die 3 Landesteile Herzogtum Oldenburg (Kernland), Fürstentum Lübeck und Fürstentum Birkenfeld.
Das Herzogtum Oldenburg wurde in Städte I. Klasse, entsprachen kreisfreien Städten und Ämter eingeteilt.
Das Fürstentum Lübeck wurden von einem Regierungspräsidenten geleitet und gliederte sich in die Stadt Eutin und Ämter.
Das Fürstentum Birkenfeld wurde von einem Regierungspräsidenten geleitet und gliederte sich in Ämter.
| Landesteil                    | Einwohner |
| ----------------------------- | --------- |
| Fürstentum Birkenfeld         | 35.668    |
| Amt                           | Einwohner |
| Birkenfeld                    | 9.804     |
| Nohfelden                     | 9.038     |
| Oberstein                     | 16.826    |
| Landesteil                    | Einwohner |
| Fürstentum Lübeck             | 34.346    |
| Stadt                         | Einwohner |
| Eutin                         | 3.338     |
| Amt                           | Einwohner |
| Ahrensbök (neue Gebietsteile) | 12.553    |
| Eutin                         | 8.928     |
| Schwartau                     | 9.527     |
| Landesteil                    | Einwohner |
| Herzogtum Oldenburg           | 245.981   |
| Städte I. Klasse              | Einwohner |
| Jever                         | 4.604     |
| Oldenburg (Oldenbg.)          | 14.226    |
| Varel                         | 5.100     |
| Amt                           | Einwohner |
| Berne                         | 8.058     |
| Brake Unterweser              | 8.245     |
| Cloppenburg                   | 10.723    |
| Damme                         | 8.236     |
| Delmenhorst                   | 18.312    |
| Elsfleth                      | 8.347     |
| Friesoythe                    | 9.880     |
| Jever                         | 21.355    |
| Landwürden                    | 1.474     |
| Löningen                      | 11.438    |
| Oldenburg                     | 26.805    |
| Ovelgönne                     | 8.772     |
| Rastede                       | [ 23 ]    |
| Steinfeld                     | 10.356    |
| Stollhamm                     | 12.696    |
| Varel                         | 17.551    |
| Vechta                        | 13.382    |
| Westerstede                   | 17.809    |
| Wildeshausen                  | 8.612     |

## Königreich Preußen
Das Köngireich Preußen gliederte sich 1867 bei der Gründung des Norddeutschen Bundes in Provinzen.
Die Provinzen wurden in Regierungsbezirke eingeteilt. Der Regierungsbezirk Sigmaringen wurde keiner Provinz zugeteilt als Hohenzollersche Lande hatte der Regierungspräsident Befugnisse eines Oberpräsidenten einer Provinz. Die Provinzen waren in kreisfreie Städte und Kreise eingeteilt.
Provinzen:
Brandenburg
Hannover
Hessen-Nassau
Hohenzollernsche Lande
Pommern
Posen
Preußen
Rheinprovinz
Sachsen
Schlesien
Schleswig-Holstein
Westfalen

### Provinz Brandenburg
| Kreisfreie Stadt                     | Einwohner |
| ------------------------------------ | --------- |
| Frankfurt (Oder)                     | 40.994    |
| Kreis (ggf. Sitz)                    | Einwohner |
| Arnswalde                            | 42.578    |
| Calau                                | 48.156    |
| Cottbus                              | 63.446    |
| Crossen                              | 59.851    |
| Friedeberg                           | 55.553    |
| Guben                                | 59.564    |
| Königsberg Nm.                       | 91.359    |
| Landsberg (Warthe)                   | 77.992    |
| Lebus (in Seelow)                    | 93.646    |
| Luckau (Nd. Laus.)                   | 60.529    |
| Lübben (Spreewald)                   | 34.268    |
| Soldin                               | 47.575    |
| Sorau                                | 82.429    |
| Spremberg                            | 21.385    |
| Sternberg (Brandenburg) (in Drossen) | 91.906    |
| Züllichau-Schwiebus (in Zillichau)   | 48.926    |
| Regierungsbezirk Frankfurt           |           |

| Kreisfreie Stadt                       | Einwohner |
| -------------------------------------- | --------- |
| Berlin                                 | 702.437   |
| Potsdam                                | 42.863    |
| Kreis (ggf. Sitz)                      | Einwohner |
| Angermünde                             | 65.281    |
| Beeskow-Storkow (in Beeskow)           | 42.874    |
| Jüterbog-Luckenwalde (in Jüterbog)     | 59.613    |
| Niederbarnim (in Berlin)               | 83.597    |
| Oberbarnim (in Bad Freienwalde (Oder)) | 72.351    |
| Osthavelland (in Nauen)                | 69.085    |
| Ostprignitz (in Kyritz)                | 70.857    |
| Prenzlau                               | 55.448    |
| Ruppin (in Neuruppin)                  | 76.752    |
| Teltow                                 | 94.678    |
| Templin                                | 46.240    |
| Westhavelland (in Rathenow)            | 72.731    |
| Westprignitz (in Perleberg)            | 73.491    |
| Zauch-Belzig (in Belzig)               | 67.567    |
| Regierungsbezirk Potsdam               |           |

### Provinz Hannover
Nach der Annexion des Königreichs Hannover durch Preußen 1866 und der Gründung der preußischen Provinz Hannover wurde die alte Gliederung in 6 Landdrosteien Hannover, Hildesheim, Lüneburg, Stade und Aurich und der gleichgestellten Berghauptmannschaft Clausthal beibehalten. Auch die hannoveraner selbständigen Städte und Ämter wurden beibehalten. Die Amtshauptmänner erhielten die Stellung eines preußischen Landrats. Die Provinzhauptstadt Hannover blieb selbständig. Die anderen selbständigen Städte und Ämter wurden nach der Preußischen Verordnung vom 12. September 1867 zu 37 Kreisen zusammengefasst. Diese Kreise waren für Militär- und Steuerangelegenheiten und später für die Durchführung des Reichsimpfgesetz und Wohltätigkeitsangelegenheiten zuständig. 1868 wurde die Berghauptmannschaft Clausthal, die gleichrangig neben den Landdrosteien bestanden hatte, in die Landdrostei Hildesheim eingegliedert. Die Landdrosteien entsprachen Regierungsbezirken.
| (Steuer-)Kreis     | Einwohner |
| ------------------ | --------- |
| Aurich             | 69.394    |
| selbständige Stadt | Einwohner |
| Aurich             | 4.919     |
| Esens              | 2.314     |
| Amt                | Einwohner |
| Aurich             | 30.370    |
| Esens              | 12.239    |
| Wittmund           | 19.552    |
| (Steuer-)Kreis     | Einwohner |
| Emden              | 60.917    |
| selbständige Stadt | Einwohner |
| Emden              | 13.103    |
| Norden             | 5.975     |
| Amt                | Einwohner |
| Berum              | 23.119    |
| Emden              | 18.720    |
| (Steuer-)Kreis     | Einwohner |
| Leer               | 63.565    |
| selbständige Stadt | Einwohner |
| Leer               | 8.557     |
| Amt                | Einwohner |
| Leer               | 12.909    |
| Stickhausen        | 21.371    |
| Weener             | 20.721    |
| Landdrostei Aurich |           |

| (Steuer-)Kreis                | Einwohner |
| ----------------------------- | --------- |
| Zellerfeld                    | 33.785    |
| Amt                           | Einwohner |
| Elbingerode                   | 4.363     |
| Zellerfeld                    | 29.417    |
| Berghauptmannschaft Clausthal | 33.785    |

| Selbständige Stadt                     | Einwohner |
| -------------------------------------- | --------- |
| Hannover, Steuerkreis Hannover (Stadt) | 73.979    |
| (Steuer-)Kreis                         | Einwohner |
| Diepholz                               | 50.928    |
| Amt                                    | Einwohner |
| Diepholz                               | 20.818    |
| Freudenberg                            | 16.634    |
| Sulingen                               | 13.476    |
| (Steuer-)Kreis                         | Einwohner |
| Hameln                                 | 49.452    |
| selbständige Stadt                     | Einwohner |
| Bodenwerder                            | 1.320     |
| Hameln                                 | 7.480     |
| Amt                                    | Einwohner |
| Hameln                                 | 20.926    |
| Lauenstein                             | 15.233    |
| Polle                                  | 4.493     |
| (Steuer-)Kreis                         | Einwohner |
| Hannover (Land)                        | 67.631    |
| selbständige Stadt                     | Einwohner |
| Neustadt am Rübenberge                 | 1.931     |
| Wunstorf                               | 2.692     |
| Amt                                    | Einwohner |
| Hannover                               | 18.364    |
| Linden                                 | 21.324    |
| Neustadt am Rbg.                       | 23.320    |
| (Steuer-)Kreis                         | Einwohner |
| Hoya                                   | 46.366    |
| Amt                                    | Einwohner |
| Bruchhausen                            | 12.619    |
| Hoya                                   | 16.339    |
| Syke                                   | 17.408    |
| (Steuer-)Kreis                         | Einwohner |
| Nienburg                               | 51.856    |
| selbständige Stadt                     | Einwohner |
| Nienburg                               | 5.222     |
| Amt                                    | Einwohner |
| Nienburg                               | 17.635    |
| Stolzenau                              | 18.749    |
| Uchte                                  | 10.250    |
| (Steuer-)Kreis                         | Einwohner |
| Wennigsen                              | 45.745    |
| selbständige Stadt                     | Einwohner |
| Eldagsen                               | 2.399     |
| Münder                                 | 2.029     |
| Pattensen                              | 1.588     |
| Springe am Deister                     | 2.264     |
| Amt                                    | Einwohner |
| Calenberg                              | 9.418     |
| Springe                                | 12.797    |
| Wennigsen                              | 17.514    |
| Landdrostei Hannover                   |           |

| (Steuer-)Kreis               | Einwohner |
| ---------------------------- | --------- |
| Einbeck                      | 66.958    |
| selbständige Stadt           | Einwohner |
| Einbeck                      | 6.382     |
| Moringen                     | 1.584     |
| Northeim                     | 5.291     |
| Amt                          | Einwohner |
| Einbeck                      | 18.638    |
| Northeim                     | 18.123    |
| Uslar                        | 16.940    |
| (Steuer-)Kreis               | Einwohner |
| Göttingen                    | 66.550    |
| selbständige Stadt           | Einwohner |
| Göttingen                    | 14.534    |
| Münden                       | 4.687     |
| Amt                          | Einwohner |
| Göttingen                    | 18.663    |
| Münden                       | 14.514    |
| Reinhausen                   | 14.152    |
| (Steuer-)Kreis               | Einwohner |
| Hildesheim                   | 60.521    |
| selbständige Stadt           | Einwohner |
| Hildesheim                   | 19.547    |
| Peine                        | 4.650     |
| Amt                          | Einwohner |
| Hildesheim                   | 18.632    |
| Peine                        | 17.782    |
| (Steuer-)Kreis               | Einwohner |
| Liebenburg                   | 52.112    |
| selbständige Stadt           | Einwohner |
| Goslar                       | 8.805     |
| Amt                          | Einwohner |
| Bockenem                     | 16.696    |
| Liebenburg                   | 15.803    |
| Wöltingerode                 | 10.808    |
| (Steuer-)Kreis               | Einwohner |
| Marienburg                   | 53.706    |
| Amt                          |           |
| Alfeld                       | 20.350    |
| Gronau                       | 15.977    |
| Marienburg                   | 17.379    |
| (Steuer-)Kreis               | Einwohner |
| Osterode am Harz             | 65.553    |
| selbständige Städte          | Einwohner |
| Duderstadt                   | 4.163     |
| Osterode/Harz                | 5.287     |
| Amt                          | Einwohner |
| Gieboldehausen               | 21.538    |
| Herzberg/Harz                | 16.166    |
| Osterode/Harz                | 18.399    |
| Amt (ggf. Sitz)              | Einwohner |
| Hohnstein (Harz) (in Ilfeld) | 10.372    |
| Landdrostei Hildesheim       |           |

| (Steuer-)Kreis       | Einwohner |
| -------------------- | --------- |
| Celle                | 64.604    |
| selbständige Städte  | Einwohner |
| Burgdorf             | 3.047     |
| Celle                | 16.230    |
| Amt                  | Einwohner |
| Burgdorf             | 17.392    |
| Burgwedel            | 10.692    |
| Celle                | 17.243    |
| (Steuer-)Kreis       | Einwohner |
| Dannenberg           | 55.704    |
| selbständige Städte  | Einwohner |
| Dannenberg           | 2.026     |
| Lüchow               | 2.632     |
| Amt                  | Einwohner |
| Dannenberg           | 12.864    |
| Gartow               | 6.482     |
| Lüchow               | 22.500    |
| Neuhaus              | 9.200     |
| (Steuer-)Kreis       | Einwohner |
| Fallingbostel        | 51.170    |
| Amt                  | Einwohner |
| Ahlden               | 10.427    |
| Bergen               | 9.028     |
| Fallingbostel        | 15.086    |
| Soltau               | 16.629    |
| (Steuer-)Kreis       | Einwohner |
| Gifhorn              | 51.505    |
| selbständige Stadt   | Einwohner |
| Gifhorn              | 2.804     |
| Amt                  | Einwohner |
| Fallersleben         | 8.737     |
| Gifhorn              | 14.102    |
| Isenhagen            | 15.314    |
| Meinersen            | 10.548    |
| (Steuer-)Kreis       | Einwohner |
| Harburg              | 67.227    |
| selbständige Stadt   | Einwohner |
| Harburg              | 14.168    |
| Winsen (Luhe)        | 2.591     |
| Amt                  | Einwohner |
| Harburg              | 20.181    |
| Tostedt              | 10.899    |
| Winsen               | 19.388    |
| (Steuer-)Kreis       | Einwohner |
| Lüneburg             | 47.504    |
| selbständige Stadt   | Einwohner |
| Lüneburg             | 15.916    |
| Amt                  | Einwohner |
| Bleckede             | 12.519    |
| Lüneburg             | 19.069    |
| (Steuer-)Kreis       | Einwohner |
| Uelzen               | 43.998    |
| selbständige Stadt   | Einwohner |
| Uelzen               | 4.902     |
| Amt                  | Einwohner |
| Medingen             | 17.670    |
| Oldenstadt           | 21.426    |
| Landdrostei Lüneburg |           |

| (Steuer-)Kreis        | Einwohner |
| --------------------- | --------- |
| Bersenbrück           | 42.727    |
| selbständige Stadt    | Einwohner |
| Quakenbrück           | 1.975     |
| Amt                   | Einwohner |
| Bersenbrück           | 17.630    |
| Fürstenau             | 12.562    |
| Vörden                | 10.560    |
| (Steuer-)Kreis        | Einwohner |
| Lingen (Ems)          | 58.551    |
| selbständige Stadt    | Einwohner |
| Lingen (Ems)          | 4.783     |
| Amt                   | Einwohner |
| Bentheim              | 10.361    |
| Freren                | 11.346    |
| Lingen                | 11.930    |
| Neuenhaus             | 20.131    |
| (Steuer-)Kreis        | Einwohner |
| Melle                 | 47.509    |
| selbständige Stadt    | Einwohner |
| Melle                 | 1.680     |
| Amt                   | Einwohner |
| Grönenberg zu Melle   | 22.637    |
| Iburg                 | 23.192    |
| (Steuer-)Kreis        | Einwohner |
| Meppen                | 55.189    |
| selbständige Stadt    | Einwohner |
| Papenburg             | 5.850     |
| Amt                   | Einwohner |
| Aschendorf            | 13.125    |
| Haselünne             | 7.860     |
| Hümmling zu Sögel     | 12.886    |
| Meppen                | 15.468    |
| (Steuer-)Kreis        | Einwohner |
| Osnabrück             | 60.499    |
| selbständige Stadt    | Einwohner |
| Osnabrück             | 19.579    |
| Amt                   | Einwohner |
| Osnabrück             | 21.394    |
| Wittlage              | 19.526    |
| Landdrostei Osnabrück |           |

| (Steuer-)Kreis     | Einwohner |
| ------------------ | --------- |
| Lehe               | 49.697    |
| Amt                | Einwohner |
| Dorum              | 9.200     |
| Hagen              | 9.529     |
| Lehe               | 30.968    |
| (Steuer-)Kreis     | Einwohner |
| Neuhaus (Oste)     | 28.308    |
| Amt                | Einwohner |
| Neuhaus (Oste)     | 12.858    |
| Osten              | 15.450    |
| (Steuer-)Kreis     | Einwohner |
| Osterholz          | 42.438    |
| Amt                | Einwohner |
| Blumenthal         | 16.108    |
| Lilienthal         | 12.775    |
| Osterholz          | 13.555    |
| (Steuer-)Kreis     | Einwohner |
| Otterndorf         | 17.439    |
| selbständige Stadt | Einwohner |
| Otterndorf         | 1.683     |
| Amt                | Einwohner |
| Otterndorf         | 15.756    |
| (Steuer-)Kreis     | Einwohner |
| Rotenburg          | 31.795    |
| Amt                | Einwohner |
| Rotenburg (Wümme)  | 17.923    |
| Zeven              | 13.872    |
| (Steuer-)Kreis     | Einwohner |
| Stader Geestkreis  | 52.400    |
| selbständige Stadt | Einwohner |
| Bremervörde        | 2.824     |
| Buxtehude          | 2.704     |
| Stade              | 8.544     |
| Amt                | Einwohner |
| Bremervörde        | 13.149    |
| Harsefeld          | 12.316    |
| Himmelpforten      | 12.863    |
| (Steuer-)Kreis     | Einwohner |
| Stader Marschkreis | 38.122    |
| Amt                | Einwohner |
| Freiburg (Elbe)    | 19.838    |
| Jork               | 18.284    |
| (Steuer-)Kreis     | Einwohner |
| Verden             | 41.208    |
| selbständige Stadt | Einwohner |
| Verden (Aller)     | 6.708     |
| Amt                | Einwohner |
| Achim              | 17.548    |
| Verden             | 16.952    |
| Landdrostei Stade  |           |

### Provinz Hessen-Nassau
Die Provinz Hessen-Nassau wurde aus den 1866 annektierten Gebieten Kurfürstentum Hessen, Landgrafschaft Hessen-Homburg, das Hessische Hinterland, der Freien Stadt Frankfurt/Main und das Herzogtum Nassau 1868 gebildet. 1867 wurden die neuen Kreise gebildet und in die beiden Regierungsbezirke Kassel und Wiesbaden eingegliedert. Die bisherigen Residenzstädte Kassel und Wiesbaden und die bisher Freie Stadt Frankfurt am Main wurden Stadtkreise.
| Stadtkreis                  | Einwohner |
| --------------------------- | --------- |
| Kassel                      | 41.587    |
| Kreis                       | Einwohner |
| Eschwege                    | 40.844    |
| Frankenberg vgl. Kreis Vöhl | 24.511    |
| Fritzlar                    | 26.340    |
| Fulda                       | 46.608    |
| Gelnhausen vgl. Bad Orb     | 40.749    |
| Gersfeld                    | 22.210    |
| Hanau                       | 62.984    |
| Hersfeld                    | 34.372    |
| Hofgeismar                  | 36.385    |
| Homberg                     | 22.224    |
| Hünfeld                     | 25.640    |
| Kassel. Landkreis           | 36.936    |
| Kirchhain                   | 23.223    |
| Marburg                     | 39.089    |
| Melsungen                   | 28.118    |
| Rinteln                     | 37.503    |
| Rotenburg (Fulda)           | 31.242    |
| Schlüchtern                 | 31.774    |
| Schmalkalden                | 28.204    |
| Witzenhausen                | 31.786    |
| Wolfhagen                   | 24.712    |
| Ziegenhain                  | 33.528    |
| Regierungsbezirk Kassel     |           |

| Stadtkreis                                     | Einwohner |
| ---------------------------------------------- | --------- |
| Frankfurt/Main                                 | 90.800    |
| Wiesbaden                                      | 30.085    |
| Kreis (ggf. Sitz)                              | Einwohner |
| Biedenkopf                                     | 38.416    |
| Dillkreis (in Dillenburg)                      | 35.048    |
| Mainkreis (in Wiesbaden)                       | 54.426    |
| Oberlahnkreis (in Weilburg)                    | 57.561    |
| Obertaunuskreis (in Bad Homburg vor der Höhe)  | 52.495    |
| Oberwesterwaldkreis (in Marienberg (Westerw.)) | 35.906    |
| Rheingaukreis (in Rüdesheim)                   | 54.434    |
| Unterlahnkreis (in Diez)                       | 66.032    |
| Untertaunuskreis (in Langenschwalbach)         | 42.295    |
| Unterwesterwaldkreis (in Montabaur)            | 51.678    |
| Regierungsbezirk Wiesbaden                     |           |

### Hohenzollerische Lande
Die Hohenzollerische Lande aus dem Regierungsbezirk Sigmaringen hatte provinzähnliche Rechte. Der Regierungspräsident übernahm Aufgaben eines Oberpräsidiums einer preußischen Provinz. Der Regierungsbezirk Sigmaringen gliederte sich in Oberämter, die mit Kreisen vergleichbar waren. Die südlich der Main gelegene Exklave gehörte dem Norddeutschen Bund an.
| Oberamt                      | Einwohner |
| ---------------------------- | --------- |
| Gammertingen                 | 13.348    |
| Haigerloch                   | 11.773    |
| Hechingen                    | 19.832    |
| Sigmaringen                  | 19.679    |
| Regierungsbezirk Sigmaringen | 64.632    |

### Jadegebiet
Das Jadegebiet unterstand der preußischen Krone direkt.
| Verwaltungsbezirk | Einwohner |
| ----------------- | --------- |
| Jadegebiet        | 1.748     |

### Provinz Pommern
| Kreis (ggf. Sitz)              | Einwohner |
| ------------------------------ | --------- |
| Belgard (Persante)             | 43.673    |
| Bütow                          | 24.810    |
| Dramburg                       | 36.929    |
| Fürstenthum Cammin (in Köslin) | 112.490   |
| Lauenburg i. Pom.              | 42.979    |
| Landkreis Neustettin           | 72.583    |
| Rummelsburg                    | 32.114    |
| Schivelbein                    | 19.623    |
| Schlawe                        | 78.908    |
| Stolp                          | 90.355    |
| Regierungsbezirk Köslin        |           |

| Kreisfreie Stadt              | Einwohner |
| ----------------------------- | --------- |
| Stettin                       | 73.714    |
| Kreis (ggf. Sitz)             | Einwohner |
| Anklam                        | 30.834    |
| Cammin                        | 43.825    |
| Demmin                        | 48.285    |
| Greifenberg                   | 38.459    |
| Greifenhagen                  | 53.824    |
| Naugard                       | 56.744    |
| Pyritz                        | 43.330    |
| Randow (in Stettin)           | 87.672    |
| Regenwalde (in Labes)         | 48.138    |
| Saatzig (in Stargard)         | 64.226    |
| Ueckermünde                   | 44.092    |
| Usedom-Wollin (in Swinemünde) | 42.453    |
| Regierungsbezirk Stettin      |           |

| Kreis (ggf. Sitz)          | Einwohner |
| -------------------------- | --------- |
| Franzburg                  | 74.028    |
| Greifswald                 | 55.555    |
| Grimmen                    | 38.944    |
| Rügen (in Bergen)          | 47.048    |
| Regierungsbezirk Stralsund |           |

### Provinz Posen
| Kreis                     | Einwohner |
| ------------------------- | --------- |
| Bromberg                  | 88.467    |
| Chodziesen                | 52.805    |
| Czarnikau                 | 69.186    |
| Gnesen                    | 57.474    |
| Inowraclaw                | 72.768    |
| Mogilno                   | 42.484    |
| Schubin                   | 56.127    |
| Wirsitz                   | 57.545    |
| Wongrowiec                | 54.830    |
| Regierungsbezirk Bromberg |           |

| Kreisfreie Stadt       | Einwohner |
| ---------------------- | --------- |
| Posen                  | 53.392    |
| Kreis (ggf. Sitz)      | Einwohner |
| Adelnau                | 54.050    |
| Birnbaum               | 48.094    |
| Bomst                  | 55.458    |
| Buk                    | 56.686    |
| Fraustadt              | 61.986    |
| Kosten                 | 64.441    |
| Kröben (in Rawitsch)   | 74.129    |
| Krotoschin             | 64.309    |
| Meseritz               | 45.715    |
| Obornik                | 47.380    |
| Pleschen               | 57.822    |
| Posen, Landkreis       | 52.570    |
| Samter                 | 48.747    |
| Schildberg             | 59.295    |
| Schrimm                | 55.964    |
| Schroda                | 47.866    |
| Wreschen               | 38.539    |
| Regierungsbezirk Posen |           |

### Provinz Preußen
1829 wurden die beiden Provinzen Ostpreußen und Westpreußen zur Provinz Preußen zusammengeschlossen.
| Kreisfreie Stadt        | Einwohner |
| ----------------------- | --------- |
| Danzig                  | 89.311    |
| Kreis                   | Einwohner |
| Berent                  | 43.056    |
| Danzig, Landkreis       | 74.919    |
| Elbing                  | 65.115    |
| Karthaus                | 55.924    |
| Marienburg i. Westpr.   | 59.092    |
| Neustadt i. Westpr.     | 60.218    |
| Preußisch Stargard      | 67.587    |
| Regierungsbezirk Danzig |           |

| Kreis (ggf. Sitz)             | Einwohner |
| ----------------------------- | --------- |
| Angerburg                     | 38.771    |
| Darkehmen                     | 37.010    |
| Goldap                        | 44.004    |
| Gumbinnen                     | 47.218    |
| Insterburg                    | 66.086    |
| Johannisburg                  | 43.413    |
| Lötzen                        | 39.014    |
| Lyck                          | 45.496    |
| Niederung (in Heinrichswalde) | 51.834    |
| Oletzko                       | 39.593    |
| Pillkallen                    | 45.665    |
| Ragnit                        | 53.598    |
| Sensburg                      | 46.218    |
| Stallupönen                   | 44.463    |
| Tilsit                        | 63.838    |
| Regierungsbezirk Gumbinnen    |           |

| Kreisfreie Stadt            | Einwohner |
| --------------------------- | --------- |
| Königberg i. Pr.            | 106.296   |
| Kreis (ggf. Sitz)           | Einwohner |
| Allenstein                  | 52.754    |
| Braunsberg (Pr.)            | 52.235    |
| Fischhausen                 | 47.119    |
| Friedland                   | 44.833    |
| Gerdauen                    | 38.110    |
| Heiligenbeil                | 45.064    |
| Heilsberg                   | 53.279    |
| Königsberg. Pr., Landkreis  | 48.789    |
| Labiau                      | 50.467    |
| Memel                       | 56.408    |
| Mohrungen                   | 56.245    |
| Neidenburg                  | 50.340    |
| Ortelsburg                  | 60.511    |
| Osterode i. Pr.             | 61.859    |
| Preußisch Eylau             | 55.874    |
| Preußisch Holland           | 44.163    |
| Rastenburg                  | 42.426    |
| Rößel (in Bischofsburg)     | 47.361    |
| Wehlau                      | 49.207    |
| Regierungsbezirk Königsberg |           |

| Kreis (ggf. Sitz)                  | Einwohner |
| ---------------------------------- | --------- |
| Deutsch Krone                      | 63.945    |
| Flatow                             | 61.157    |
| Graudenz                           | 58.247    |
| Konitz                             | 67.981    |
| Kulm                               | 53.158    |
| Löbau (Pr.) (in Neumark (Preußen)) | 47.888    |
| Marienwerder                       | 66.607    |
| Rosenberg i. Pr.                   | 50.805    |
| Schlochau                          | 59.522    |
| Schwetz                            | 71.159    |
| Strasburg i. Pr.                   | 61.804    |
| Stuhm                              | 40.483    |
| Thorn                              | 64.864    |
| Regierungsbezirk Marienwerder      |           |

### Rheinprovinz
| Stadtkreis              | Einwohner |
| ----------------------- | --------- |
| Aachen                  | 68.178    |
| Kreis                   | Einwohner |
| Aachen, Landkreis       | 87.351    |
| Düren                   | 63.411    |
| Erkelenz                | 39.786    |
| Eupen                   | 24.886    |
| Geilenkirchen           | 26.315    |
| Heinsberg               | 35.992    |
| Jülich                  | 42.105    |
| Malmedy                 | 30.809    |
| Montjoie                | 19.138    |
| Schleiden               | 42.221    |
| Regierungsbezirk Aachen |           |

| Stadtkreis                  | Einwohner |
| --------------------------- | --------- |
| Barmen                      | 64.945    |
| Elberfeld                   | 65.321    |
| Kreis (ggf. Sitz)           | Einwohner |
| Duisburg                    | 122.578   |
| Düsseldorf                  | 108.988   |
| Essen                       | 109.971   |
| Geldern                     | 49.596    |
| Gladbach                    | 91.295    |
| Grevenbroich                | 39.176    |
| Kempen                      | 79.198    |
| Kleve                       | 48.800    |
| Krefeld                     | 81.186    |
| Lennep                      | 79.846    |
| Mettmann                    | 52.702    |
| Moers                       | 59.173    |
| Neuß                        | 42.818    |
| Rees (in Wesel)             | 59.355    |
| Solingen                    | 88.954    |
| Regierungsbezirk Düsseldorf |           |

| Kreis                     | Einwohner |
| ------------------------- | --------- |
| Adenau                    | 22.135    |
| Ahrweiler                 | 34.012    |
| Altenkirchen (Westerwald) | 45.803    |
| Cochem                    | 35.512    |
| Koblenz                   | 73.738    |
| Kreuznach                 | 59.759    |
| Mayen                     | 54.788    |
| Meisenheim                | 13.586    |
| Neuwied                   | 67.717    |
| Sankt Goar                | 37.325    |
| Simmern                   | 37.322    |
| Wetzlar                   | 44.867    |
| Zell (Mosel)              | 29.318    |
| Regierungsbezirk Koblenz  |           |

| Stadtkreis              | Einwohner |
| ----------------------- | --------- |
| Köln                    | 125.172   |
| Kreis (ggf. Sitz)       | Einwohner |
| Bergheim (Erft)         | 40.492    |
| Bonn                    | 65.795    |
| Euskirchen              | 37.182    |
| Gummersbach             | 29.537    |
| Köln, Landkreis         | 79.663    |
| Mülheim (Rhein)         | 54.386    |
| Rheinbach               | 31.989    |
| Siegkreis (in Siegburg) | 83.144    |
| Waldbröl                | 21.223    |
| Wipperfürth             | 27.910    |
| Regierungsbezirk Köln   |           |

| Stadtkreis             | Einwohner |
| ---------------------- | --------- |
| Trier                  | 32.026    |
| Kreis                  | Einwohner |
| Bernkastel             | 44.146    |
| Bitburg                | 44.004    |
| Daun                   | 26.742    |
| Merzig                 | 34.965    |
| Ottweiler              | 49.140    |
| Prüm                   | 35.515    |
| Saarbrücken            | 79.185    |
| Saarburg               | 29.869    |
| Saarlouis              | 59.724    |
| Sankt Wendel           | 42.511    |
| Trier, Landkreis       | 63.557    |
| Wittlich               | 37.505    |
| Regierungsbezirk Trier |           |

### Provinz Sachsen
| Kreis                                 | Einwohner |
| ------------------------------------- | --------- |
| Erfurt                                | 62.401    |
| Grafschaft Hohenstein (in Nordhausen) | 62.752    |
| Heiligenstadt                         | 39.794    |
| Langensalza                           | 34.772    |
| Mühlhausen (Thür.)                    | 48.988    |
| Schleusingen                          | 37.628    |
| Weißensee                             | 27.285    |
| Worbis                                | 41.590    |
| Ziegenrück (in Ranis)                 | 14.862    |
| Regierungsbezirk Erfurt               |           |

| Stadtkreis                                                      | Einwohner |
| --------------------------------------------------------------- | --------- |
| Magdeburg                                                       | 104.122   |
| Kreis (ggf. Sitz)                                               | Einwohner |
| Aschersleben in (Quedlinburg)                                   | 61.450    |
| Calbe (Saale)                                                   | 72.186    |
| Gardelegen                                                      | 49.564    |
| Halberstadt                                                     | 58.119    |
| Jerichow I (in Loburg)                                          | 64.126    |
| Jerichow II (in Genthin)                                        | 53.324    |
| Neuhaldensleben                                                 | 48.912    |
| Oschersleben (Bode)                                             | 44.096    |
| Osterburg                                                       | 45.744    |
| Salzwedel                                                       | 49.837    |
| Stendal                                                         | 47.637    |
| Wanzleben                                                       | 63.382    |
| Wernigerode, Grafschaft Wernigerode vgl. Grafschaft Wernigerode | 21.566    |
| Wolmirstedt                                                     | 48.076    |
| Regierungsbezirk Magdeburg                                      |           |

| Kreisfreie Stadt                      | Einwohner |
| ------------------------------------- | --------- |
| Halle a. d. Saale                     | 48.946    |
| Kreis (ggf. Sitz)                     | Einwohner |
| Bitterfeld                            | 48.844    |
| Delitzsch                             | 57.835    |
| Eckartsberga (in Kölleda)             | 39.660    |
| Liebenwerda                           | 43.319    |
| Mansfelder Gebirgskreis (in Mansfeld) | 42.235    |
| Mansfelder Seekreis (in Eisleben)     | 62.956    |
| Merseburg                             | 63.522    |
| Naumburg                              | 26.057    |
| Querfurt                              | 52.190    |
| Saalkreis (in Halle (Saale))          | 59.380    |
| Sangerhausen                          | 66.792    |
| Schweinitz (in Herzberg (Elster))     | 40.818    |
| Torgau                                | 56.578    |
| Weißenfels                            | 63.567    |
| Wittenberg                            | 51.779    |
| Zeitz                                 | 40.375    |
| Regierungsbezirk Merseburg            |           |

### Provinz Schlesien
| Kreisfreie Stadt                    | Einwohner |
| ----------------------------------- | --------- |
| Breslau                             | 186.343   |
| Kreis (ggf. Sitz)                   | Einwohner |
| Breslau, Landkreis                  | 64.266    |
| Brieg                               | 53.723    |
| Frankenstein                        | 49.861    |
| Glatz                               | 60.547    |
| Guhrau                              | 37.916    |
| Habelschwerdt                       | 58.317    |
| Militsch                            | 55.904    |
| Münsterberg                         | 33.188    |
| Namslau                             | 36.214    |
| Neumarkt                            | 56.504    |
| Neurode                             | 47.795    |
| Nimptsch                            | 29.533    |
| Oels                                | 62.803    |
| Ohlau                               | 53.544    |
| Reichenbach (Eulengebirge)          | 64.167    |
| Schweidnitz                         | 78.996    |
| Steinau                             | 24.447    |
| Strehlen                            | 32.324    |
| Striegau                            | 34.714    |
| Trebnitz                            | 52.597    |
| Waldenburg                          | 89.583    |
| Wartenberg (in Polnisch Wartenberg) | 51.200    |
| Wohlau                              | 50.146    |
| Regierungsbezirk Breslau            |           |

| Kreis (ggf. Sitz)           | Einwohner |
| --------------------------- | --------- |
| Bolkenhain                  | 32.678    |
| Bunzlau                     | 58.947    |
| Freystadt (Niederschles.)   | 51.647    |
| Glogau                      | 75.789    |
| Görlitz                     | 83.353    |
| Goldberg-Haynau (in Haynau) | 50.168    |
| Grünberg (Schles.)          | 50.876    |
| Hirschberg (Riesengebirge)  | 61.764    |
| Hoyerswerda                 | 31.778    |
| Jauer                       | 33.768    |
| Landeshut (Schles.)         | 43.585    |
| Lauban                      | 64.830    |
| Liegnitz                    | 69.404    |
| Löwenberg                   | 69.369    |
| Lüben                       | 33.223    |
| Rothenburg (Oberlaus.)      | 52.082    |
| Sagan                       | 55.069    |
| Schönau                     | 27.050    |
| Sprottau                    | 34.410    |
| Regierungsbezirk Liegnitz   |           |

| Kreis (ggf. Sitz)           | Einwohner |
| --------------------------- | --------- |
| Beuthen                     | 192.390   |
| Cosel                       | 63.600    |
| Falkenberg (O. S.)          | 39.935    |
| Groß Strehlitz              | 60.003    |
| Grottkau                    | 44.555    |
| Kreuzburg (O. S.)           | 40.737    |
| Leobschütz                  | 81.382    |
| Lublinitz                   | 45.064    |
| Neiße                       | 93.223    |
| Neustadt (O. S.)            | 84.660    |
| Oppeln                      | 99.217    |
| Pleß                        | 85.236    |
| Ratibor                     | 111.696   |
| Rosenberg                   | 46.592    |
| Rybnik                      | 71.180    |
| Tost-Gleiwitz (in Gleiwitz) | 81.850    |
| Regierungsbezirk Oppeln     |           |

### Provinz Schleswig-Holstein
Nach der Annexion der Herzogtümer Schleswig und Holstein 1866 mit der Errichtung der Provinz Schleswig-Holstein wurden zunächst die beiden Regierungsbezirke Schleswig und Holstein gegründet. Diese wurde in den Stadtkreis Altona im Regierungsbezirk Holstein und Kreise eingeteilt. Am 1. Oktober 1868 wurde der Regierungsbezirk Holstein in den Regierungsbezirk Schleswig eingegliedert. Damit bestand die Provinz Schleswig-Holstein nur aus dem Regierungsbezirk Schleswig. Dieser gliederte sich in den Stadtkreis Altona und Kreise.
| Stadtkreis                     | Einwohner |
| ------------------------------ | --------- |
| Altona                         | 75.309    |
| Kreis (ggf. Sitz)              | Einwohner |
| Kiel in (Bordesholm)           | 62.316    |
| Norderdithmarschen (in Heide)  | 34.704    |
| Oldenburg (Holst.) (in Cismar) | 46.956    |
| Pinneberg                      | 58.492    |
| Plön                           | 50.213    |
| Rendsburg                      | 44.236    |
| Segeberg                       | 42.658    |
| Steinburg (in Itzehoe)         | 60.841    |
| Stormarn (in Schloss Reinbek)  | 62.281    |
| Süderdithmarschen (in Meldorf) | 39.485    |
| Regierungsbezirk Holstein      |           |

| Kreis (ggf. Sitz)          | Einwohner |
| -------------------------- | --------- |
| Apenrade                   | 29.264    |
| Eckernförde                | 45.093    |
| Eiderstedt (in Tönning)    | 17.937    |
| Flensburg                  | 62.594    |
| Hadersleben                | 59.862    |
| Husum                      | 35.753    |
| Schleswig                  | 60.270    |
| Sonderburg                 | 34.551    |
| Tondern                    | 58.903    |
| Regierungsbezirk Schleswig |           |

### Provinz Westfalen
| Kreis (ggf. Sitz)               | Einwohner |
| ------------------------------- | --------- |
| Altena                          | 53.262    |
| Arnsberg                        | 36.502    |
| Bochum                          | 115.782   |
| Brilon                          | 36.660    |
| Dortmund                        | 112.178   |
| Hagen                           | 102.250   |
| Hamm                            | 58.051    |
| Iserlohn                        | 51.396    |
| Lippstadt                       | 35.449    |
| Meschede                        | 32.796    |
| Olpe                            | 30.372    |
| Siegen                          | 56.171    |
| Soest                           | 49.207    |
| Wittgenstein (in Bad Berleburg) | 21.285    |
| Regierungsbezirk Arnsberg       |           |

| Kreis                   | Einwohner |
| ----------------------- | --------- |
| Bielefeld               | 55.812    |
| Büren                   | 36.443    |
| Halle (Westf.)          | 29.297    |
| Herford                 | 69.307    |
| Höxter                  | 50.456    |
| Lübbecke                | 49.022    |
| Minden                  | 73.385    |
| Paderborn               | 39.700    |
| Warburg                 | 31.465    |
| Wiedenbrück             | 42.265    |
| Regierungsbezirk Minden |           |

| Kreisfreie Stadt             | Einwohner |
| ---------------------------- | --------- |
| Münster (Westf.)             | 25.453    |
| Kreis (ggf. Sitz)            | Einwohner |
| Ahaus                        | 37.384    |
| Beckum                       | 38.856    |
| Borken                       | 41.086    |
| Coesfeld                     | 41.455    |
| Lüdinghausen                 | 39.203    |
| Münster, Landkreis           | 44.906    |
| Recklinghausen               | 51.085    |
| Steinfurt (in Burgsteinfurt) | 44.555    |
| Tecklenburg                  | 46.432    |
| Warendorf                    | 28.798    |
| Regierungsbezirk Münster     |           |

## Fürstentum Reuß älterer Linie
Bei der Gründung des Norddeutschen Bundes 1867 bestand das Fürstentum Reuß älterer Linie aus Ämtern. Die Verwaltung und Justiz waren nicht getrennt. Die Ämter waren das Amt Burgk und das Justizamt Greiz
| Amt             | Einwohner |
| --------------- | --------- |
| Burgk           |           |
| Justizamt Greiz |           |

## Fürstentum Reuß jüngerer Linie
Das Fürstentum Reuß jüngere Linie gliederte sich 1867 bei der Gründung des Norddeutschen Bundes in Landratsämter. Die Landratsämter entsprachen Kreisen.
| Landratsamt |
| ----------- |
| Ebersdorf   |
| Gera        |
| Schleiz     |

## Königreich Sachsen
Das Königreich Sachsen gliederte sich 1867 bei der Gründung des Norddeutschen Bundes in 4 Kreisdirektionen. Diese wurden in Amtshauptmannschaften unterteilt. Die Kreisdirektionen entsprachen Regierungsbezirken und die Amtshauptmannschaften Kreisen. Alle Städte gehörten den Amtshauptmannschaften an, somit gab es keine Städte mit einem Status, der den kreisfreien Städten entsprach.
| Amtshauptmannschaft    | Einwohner |
| ---------------------- | --------- |
| Bautzen                | 159.355   |
| Löbau                  | 163.207   |
| Kreisdirektion Bautzen | 322.562   |

| Amtshauptmannschaft    | Einwohner |
| ---------------------- | --------- |
| Dresden                | 289.508   |
| Freiberg               | 127.061   |
| Meißen                 | 121.173   |
| Pirna                  | 101.174   |
| Kreisdirektion Dresden | 638.916   |

| Amtshauptmannschaft    | Einwohner |
| ---------------------- | --------- |
| Döbeln                 | 109.280   |
| Grimma                 | 105.797   |
| Leipzig                | 231.587   |
| Rochlitz               | 106.919   |
| Kreisdirektion Leipzig | 553.583   |

| Amtshauptmannschaft (ggf. Sitz) | Einwohner |
| ------------------------------- | --------- |
| Chemnitz                        | 242.379   |
| Forchheim (in Annaberg)         | 139.579   |
| Herrschaft Schönburg            | 123.223   |
| Plauen/Vogtl.                   | 196.834   |
| Zwickau                         | 206.510   |
| Kreisdirektion Zwickau          | 908.525   |

## Herzogtum Sachsen-Altenburg
Das Herzogtum Sachsen Altenburg gliederte sich bei der Gründung des Norddeutschen Bundes 1867 in die beiden Kreishauptmannschaften Ostkreis und Westkreis.
| Kreis (ggf. Sitz)       | Einwohner |
| ----------------------- | --------- |
| Ostkreis (in Altenburg) | 93.363    |
| Westkreis (in Roda)     | 48.063    |

## Herzogtum Sachsen-Coburg und Gotha
Das Herzogtum Sachsen-Coburg und Gotha gliederte sich 1867 bei der Gründung des Norddeutschen Bundes in die beiden Teile Herzogtum Coburg und Herzogtum Gotha. Es gliederte sich in Immediatstädte und Landratsämter. Die Immediatstädte entsprachen kreisfreien Städten und die Landratsämter Kreisen.
| Immediatstadt       | Einwohner |
| ------------------- | --------- |
| Coburg              | 11.480    |
| Königsberg (Bayern) | 1.035     |
| Neustadt bei Coburg | 3.008     |
| Rodach              | 1.765     |
| Landratsamt         | Einwohner |
| Coburg              | 32.036    |
| Landesteil          | Einwohner |
| Herzogtum Coburg    | 49.324    |
| Immediatstadt       | Einwohner |
| Gotha               | 19.071    |
| Ohrdruf             | 5.486     |
| Waltershausen       | 4.034     |
| Landratsamt         | Einwohner |
| Gotha               | 35.074    |
| Ohrdruf             | 26.709    |
| Waltershausen       | 28.708    |
| Landesteil          | Einwohner |
| Herzogtum Gotha     | 119.082   |

## Herzogtum Sachsen-Meiningen
Das Herzogtum Sachsen-Meiningen gliederte sich bei der Gründung des Norddeutschen Bundes 1867 in den Stadtkreis der Residenzstadt Meiningen und in Verwaltungsämter. Der Stadtkreis entsprach einer kreisfreien Stadt und die Verwaltungsämter Kreisen.
| Stadtkreis              | Einwohner |
| ----------------------- | --------- |
| Residenzstadt Meiningen | 8.212     |
| Verwaltungsamt          | Einwohner |
| Camburg                 | 9.145     |
| Eisfeld                 |           |
| Gräfenthal              |           |
| Hildburghausen          |           |
| Meiningen               |           |
| Römhild                 |           |
| Saalfeld                |           |
| Salzungen               |           |
| Sonneberg               |           |
| Wasungen                |           |

## Großherzogtum Sachsen-Weimar-Eisenach
Das Großherzogtum Sachsen-Weimar-Eisenach bestand 1867 bei der Gründung des Norddeutschen Bundes aus Verwaltungsbezirken. Diese entsprachen Kreisen.
| Verwaltungsbezirk                          | Einwohner |
| ------------------------------------------ | --------- |
| I. Verwaltungsbezirk (Weimar)              |           |
| II. Verwaltungsbezirk (Apolda)             |           |
| III. Verwaltungsbezirk (Eisenach)          |           |
| IV. Verwaltungsbezirk (Dermbach)           |           |
| V. Verwaltungsbezirk (Neustadt a. d. Orla) |           |

## Fürstentum Schaumburg-Lippe
Das Fürstentum Schaumburg-Lippe gliederte sich 1867 bei Gründung des Norddeutschen Bundes in die Städte Bückeburg und Stadthagen und die 4 Ämter Bückeburg, Arensburg, Stadthagen und Hagenburg. Die Städte entsprachen kreisfreien Städten.
| Stadt      | Einwohner |
| ---------- | --------- |
| Bückeburg  | 4.241     |
| Stadthagen | 2.610     |
| Amt        | Einwohner |
| Arensburg  | [ 39 ]    |
| Bückeburg  | [ 40 ]    |
| Hagenburg  | 6.454     |
| Stadthagen | 8.175     |

## Fürstentum Schwarzburg-Rudolstadt
Das Fürstentum Schwarzburg-Rudolstadt gliederte sich bei der Gründung des Norddeutschen Bundes in die Ober- und Unterherrschaft. Es war in Landratsämter eingeteilt. Alle Städte gehörten den Landratsämtern an. Die Landratsämter entsprachen Kreisen. Für das bisherige Landratsamt Rudolstadt nahm die Regierung von Schwarzburg-Rudolstadt ab 1. Juli 1858 die Aufgaben der Verwaltung zentral wahr.
| Oberherrschaft  | Einwohner |
| --------------- | --------- |
| Oberherrschaft  | 58.635    |
| Landratsamt     | Einwohner |
| Königsee        |           |
| Unterherrschaft | Einwohner |
| Unterherrschaft | 16.481    |
| Landratsamt     | Einwohner |
| Frankenhausen   | 16.481    |

## Fürstentum Schwarzburg-Sondershausen
Das Fürstentum Schwarzburg-Sondershausen gliederte sich 1867 bei Gründung des Norddeutschen Bundes in Verwaltungsbezirke. Diese entsprachen Kreisen.
| Oberherrschaft    |
| Verwaltungsbezirk |
| ----------------- |
| Arnstadt          |
| Gehren            |
| Unterherrschaft   |
| Ebeleben          |
| Sondershausen     |

## Fürstentum Waldeck und Pyrmont
Bei der Gründung des Norddeutschen Bundes 1867 gliederte sich das Fürstentum Waldeck und Pyrmont in 4 Kreise.
| Kreis (ggf. Sitz)              | Einwohner |
| ------------------------------ | --------- |
| der Eder (in Nieder-Wildungen) | 15.312    |
| des Eisenberges (in Korbach)   | 16.974    |
| der Twiste (in Arolsen)        | 17.730    |
| Pyrmont                        | 7.479     |